# Slow Hands
"Slow Hands" is een nummer van de Ierse singer-songwriter Niall Horan. Het verscheen op zijn eerste soloalbum Flicker uit 2017. Op 4 mei van dat jaar werd het uitgebracht als de tweede single van het album.

## Achtergrond
"Slow Hands" is geschreven door Horan, Alexander Izquierdo, John Ryan, Julian Bunetta, Ruth-Anne Cunningham en Tobias Jesso jr. en geproduceerd door Bunetta. Voorafgaand aan de uitgave van de single vertelde Horan een interview met Sirius XM dat, nadat hij een aantal liedjes van het album had gehoord, hij het wat steviger wilde hebben, met meer funkinvloeden en basgitaar op de opnames. Destijds luisterde hij veel naar muziek uit het eind van de jaren '70 en het begin van de jaren '80 van de twintigste eeuw. Hij zei: "Toen Don Henley begin jaren '80 zijn solocarrière begon, deed zijn muziek nogal funky aan - stevige bas en gitaar - dus dacht ik, 'Laten we dat proberen'. Ik wilde dat de tekst een beetje brutaal zou worden."
Over de context van "Slow Hands" vertelde Horan dat het nummer zich afspeelt in een bar en dat het thema speelt met de stereotiepe rollen van man en vrouw. "De eerste regel is 'we should take this back to my place' [we zouden naar mijn huis moeten gaan] - en dat is normaal gesproken iets dat de man zou zeggen, maar we draaiden het om zodat het de vrouw was die dit zegt, en dat is wat ze recht in mijn gezicht zei."
"Slow Hands" was, na "This Town", de tweede solosingle van Horan nadat One Direction een pauze inlaste en werd een wereldwijde hit. In de Britse UK Singles Chart kwam het tot de zevende plaats, terwijl in de Verenigde Staten de elfde plaats in de Billboard Hot 100 werd gehaald. Het werd het grootste succes in Australië met een tweede plaats in de hitlijsten en kwam ook in onder meer Canada, Finland, Ierland, Nieuw-Zeeland en Schotland in de top 10 terecht. In Nederland piekte de single op de dertiende plaats in de Top 40 en op plaats 36 in de Single Top 100, en in Vlaanderen kwam het tot plaats 29 in de Ultratop 50.

## Hitnoteringen

### Nederlandse Top 40
| Hitnotering: 27-05-2017 t/m 30-09-2017 | Hitnotering: 27-05-2017 t/m 30-09-2017 | Hitnotering: 27-05-2017 t/m 30-09-2017 | Hitnotering: 27-05-2017 t/m 30-09-2017 | Hitnotering: 27-05-2017 t/m 30-09-2017 | Hitnotering: 27-05-2017 t/m 30-09-2017 | Hitnotering: 27-05-2017 t/m 30-09-2017 | Hitnotering: 27-05-2017 t/m 30-09-2017 | Hitnotering: 27-05-2017 t/m 30-09-2017 | Hitnotering: 27-05-2017 t/m 30-09-2017 | Hitnotering: 27-05-2017 t/m 30-09-2017 | Hitnotering: 27-05-2017 t/m 30-09-2017 | Hitnotering: 27-05-2017 t/m 30-09-2017 | Hitnotering: 27-05-2017 t/m 30-09-2017 | Hitnotering: 27-05-2017 t/m 30-09-2017 | Hitnotering: 27-05-2017 t/m 30-09-2017 | Hitnotering: 27-05-2017 t/m 30-09-2017 | Hitnotering: 27-05-2017 t/m 30-09-2017 | Hitnotering: 27-05-2017 t/m 30-09-2017 | Hitnotering: 27-05-2017 t/m 30-09-2017 | Hitnotering: 27-05-2017 t/m 30-09-2017 |
| Week                                   | 1                                      | 2                                      | 3                                      | 4                                      | 5                                      | 6                                      | 7                                      | 8                                      | 9                                      | 10                                     | 11                                     | 12                                     | 13                                     | 14                                     | 15                                     | 16                                     | 17                                     | 18                                     | 19                                     |                                        |
| -------------------------------------- | -------------------------------------- | -------------------------------------- | -------------------------------------- | -------------------------------------- | -------------------------------------- | -------------------------------------- | -------------------------------------- | -------------------------------------- | -------------------------------------- | -------------------------------------- | -------------------------------------- | -------------------------------------- | -------------------------------------- | -------------------------------------- | -------------------------------------- | -------------------------------------- | -------------------------------------- | -------------------------------------- | -------------------------------------- | -------------------------------------- |
| Nummer                                 | 26                                     | 24                                     | 23                                     | 24                                     | 18                                     | 16                                     | 13                                     | 15                                     | 15                                     | 15                                     | 17                                     | 18                                     | 19                                     | 19                                     | 24                                     | 27                                     | 32                                     | 35                                     | 40                                     | uit                                    |

### Single Top 100
| Hitnotering: 13-05-2017 t/m 18-11-2017 | Hitnotering: 13-05-2017 t/m 18-11-2017 | Hitnotering: 13-05-2017 t/m 18-11-2017 | Hitnotering: 13-05-2017 t/m 18-11-2017 | Hitnotering: 13-05-2017 t/m 18-11-2017 | Hitnotering: 13-05-2017 t/m 18-11-2017 | Hitnotering: 13-05-2017 t/m 18-11-2017 | Hitnotering: 13-05-2017 t/m 18-11-2017 | Hitnotering: 13-05-2017 t/m 18-11-2017 | Hitnotering: 13-05-2017 t/m 18-11-2017 | Hitnotering: 13-05-2017 t/m 18-11-2017 | Hitnotering: 13-05-2017 t/m 18-11-2017 | Hitnotering: 13-05-2017 t/m 18-11-2017 | Hitnotering: 13-05-2017 t/m 18-11-2017 | Hitnotering: 13-05-2017 t/m 18-11-2017 | Hitnotering: 13-05-2017 t/m 18-11-2017 |
| Week                                   | 1                                      | 2                                      | 3                                      | 4                                      | 5                                      | 6                                      | 7                                      | 8                                      | 9                                      | 10                                     | 11                                     | 12                                     | 13                                     | 14                                     | 15                                     |
| -------------------------------------- | -------------------------------------- | -------------------------------------- | -------------------------------------- | -------------------------------------- | -------------------------------------- | -------------------------------------- | -------------------------------------- | -------------------------------------- | -------------------------------------- | -------------------------------------- | -------------------------------------- | -------------------------------------- | -------------------------------------- | -------------------------------------- | -------------------------------------- |
| Nummer                                 | 60                                     | 67                                     | 45                                     | 51                                     | 48                                     | 43                                     | 39                                     | 45                                     | 45                                     | 45                                     | 36                                     | 38                                     | 37                                     | 38                                     | 39                                     |
| Week                                   | 16                                     | 17                                     | 18                                     | 19                                     | 20                                     | 21                                     | 22                                     | 23                                     | 24                                     | 25                                     | 26                                     | 27                                     | 28                                     |                                        |                                        |
| Nummer                                 | 40                                     | 44                                     | 46                                     | 54                                     | 64                                     | 76                                     | 82                                     | 92                                     | 89                                     | 52                                     | 77                                     | 85                                     | 66                                     | uit                                    |                                        |

### NPO Radio 2 Top 2000
| Nummer met noteringen in de NPO Radio 2 Top 2000 | '23  | '24  |
| ------------------------------------------------ | ---- | ---- |
| Slow Hands                                       | 1827 | 1663 |

1. ↑  Een vetgedrukt getal geeft de hoogste notering aan.
2. ↑  2023 was het eerste jaar met een notering voor dit nummer.